# Berliner Morgenpost

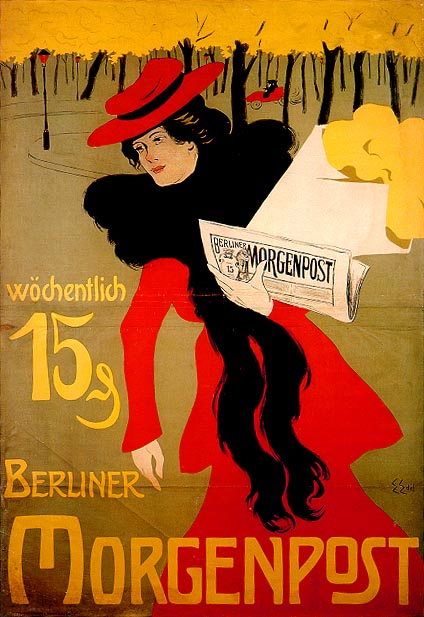
Reclameplakaat Berliner Morgenpost 1901

De Berliner Morgenpost is een in 1898 opgericht Berlijns dagblad, dat sinds 1959 wordt uitgegeven door uitgeverij Axel Springer AG. De Morgenpost heeft een verkochte oplage van 124.454 en bereikt daarmee gemiddeld 360.000 lezers. De krant verschijnt ook op zondag.
De eerste uitgave verscheen op 20 september 1898. Oprichter en uitgever was Leopold Ullstein. In de Tweede Wereldoorlog werd de Berliner Lokal-Anzeiger met de Berliner Morgenpost samengevoegd. Na de oorlog werd de krant in 1945 door de Geallieerde Controleraad verboden, totdat de Berliner Morgenpost september 1952 door Rudolf Ullstein, de zoon van de oprichter, opnieuw werd uitgebracht. De krant werd in 1959 door Axel Springer overgenomen.
De krant schrijft naast bovenregionale berichtgeving vooral over regionale zaken. Op zondag verschijnt de Berliner Morgenpost samen met de Berliner Illustrirten Zeitung. Sinds september 2008 verschijnt daarnaast elke zaterdag Berliner Morgenpost Wochenend-Extra, een weekkrant die kosteloos aan Berlijnse huishoudens wordt verdeeld. Die Berliner Morgenpost wordt samen met Die Welt en Welt am Sonntag uitgegeven. Sinds 2006 hebben de drie kranten een gemeenschappelijke redactie.